# Butlletí de la Victòria Naval
El Butlletí de la Victòria Naval (en italià, Bollettino della Vittoria Navale) és el document oficial amb què l'almirall Thaon di Revel, comandant suprem de la Regia Marina, va anunciar la victòria marítima d'Itàlia i la derrota de l'enemic en la Primera Guerra Mundial.
La catalogació dels documents de Paolo Emilio Thaon di Revel es guarda a la Fondazione Spadolini Nuova Antologia de Florència, on es va descobrir que el seu autor material va ser en realitat Gabriele D'Annunzio. L'autor d'aquest descobriment va ser l'investigador William Salotti.

## El text
| BOLLETTINO DELLA VITTORIA NAVALE Comando in Capo delle Forze Navali mobilitate Ordine del giorno n. 38 Marinai: La guerra marittima condotta in Adriatico in unione a reparti degli Alleati e degli Stati Uniti col più costante e sagace ardimento nella ricerca dell'avversario in mare aperto e dentro i muniti porti è finita entro Pola con uno dei più luminosi esempi dell'eroismo italiano. Dal primo all'ultimo giorno, Voi avete perseverato in una lotta senza tregua supplendo al difetto dei mezzi ed alla gravità dei molteplici compiti, con una vigoria, con una audacia sempre più pronte e ferme. Tutti gli italiani conoscono i nomi dei singoli eroi e delle vittorie fulminee, ma non a tutti è nota l'opera silenziosa, aspra, generosa, compiuta in ogni ora, in ogni evento, in ogni fortuna, quando solamente una assoluta dedizione al dovere poteva superare l'imparità delle condizioni e la durezza degli ostacoli. Sappia oggi la Patria, di quanti sforzi ed eroismi ignoti è fatta questa sua immensa Gloria. Consideri come due volte la Vittoria abbia preso il volo e l'augurio dal gorgo ove le più potenti navi nemiche scomparivano: da Premuda al Piave, da Pola a Trieste e Trento. La grande nave colata a picco nel porto di Pola fu più che un presagio. Nel suo nome stesso ostentava la vecchia menzogna delle forze, non riunite ma coatte. La duplice dissoluzione è avvenuta. Come più non esiste l'esercito, così la flotta Imperiale non esiste più. Onore sempre a Voi tutti onesti e prodi Marinaid'Italia. Brindisi, XII novembre MCMXVIII Il Comandante in Capo delle Forze Navali Mobilitate THAON DI REVEL |  | BUTLLETÍ DE LA VICTÒRIA NAVAL Comandant en Cap de les Forces Navals mobilitzades Ordre del dia n. 38 Mariners: La guerra marítima realitzada a l'Adriàtica en unió compartida dels Aliats i dels Estats Units amb l'estable i sagaç audàcia en la recerca de l'adversari en la mar oberta i dintre dels ports armats ha finalitzat dins de Pula amb un dels exemples més brillants de l'heroisme italià. Des del primer fins a l'ùltim dia, Vostès heu preservat en una lluita sense treva suplint la manca dels mitjans i la dificultat dels múltiples deures, amb un vigor, amb una audàcia sempre llesta i constant. Tots els italians coneixen els noms dels herois individuals i de la victòria fulminant, però no tothom coneix l'obra silenciosa, dura, generosa, assolida en cada hora, en cada esdeveniment, en cada destí, quan només una absoluta devoció al deure podia superar la desigualtat de les condicions i la duresa dels obstacles. Conegui avui la Pàtria, de quants esforços i heroismes desconeguts han fet d'aquests la seva immensa Glòria. Considereu com dues vegades la Victòria va prendre el vol i el desig del remolí on els més poderosos vaixells enemics van desaparèixer: de Premuda a Piave, de Pula a Trieste i Trento. El gran vaixell que es va enfonsar al port de Pula va ser més que un presagi. En el seu mateix nom lluïa la vella mentida de la força, no unida però forçada. La doble dissolució s'ha produït. Com ja no existeix l'exèrcit, llavors la flota imperial tampoc existeix. Honor per sempre a tots Vostès, honestos i valents Mariners d'Itàlia. Bríndisi, 12 de novembre de 1918 El Comandant en Cap de la Força Naval Mobilitzada THAON DI REVEL |